# Region Apurímac
Die Region Apurímac [apuˈɾimak] (spanisch Región Apurímac, Quechua Apurimaq suyu) ist eine Region in den peruanischen Anden mit 458.800 Einwohnern (2015), rund 700 Kilometer südöstlich von Lima gelegen. Die Region ist mit 20.895,79 km² ungefähr so groß wie Hessen. Die Hauptstadt der Region ist Abancay.
Der Name Apurímac stammt von der Bezeichnung des gleichnamigen Río Apurímac, einem Quellfluss des Amazonas. Etymologisch lässt sich der Name aus dem Quechua herleiten und bedeutet „der Herr, der spricht“.

## Geographie
Die Region ist sehr gebirgig, bietet einige Berge über 5000 Metern und tiefe Täler. Der höchste Berg der Region ist Ampay mit 5223 Metern.
Die Regionalhauptstadt Abancay hat 60.000 Einwohner und liegt rund 180 km westlich von Cusco. Sie ist Bischofssitz und beherbergt zwei Krankenhäuser, zwei Hochschulen, das Gericht und einen Markt. Abancay liegt im sozioökonomischen Einflussbereich von Cusco, währenddessen das zweitgrößte Ballungsgebiet Apurímacs, Andahuaylas (mit nationalem Flugplatz, dem Flughafen Andahuaylas), eher im Einflussbereich der Stadt Ayacucho liegt.
Die Straßenverbindungen in der Region sind vergleichsweise schlecht. Aber die Straßen in Richtung Lima und Cusco sind asphaltiert. Früher fuhr man mit dem Bus zirka 5 Stunden nach Cusco.

## Bevölkerung
Mehr als drei Viertel der Bevölkerung sind Indigene. Apurímac ist die Region Perus mit dem höchsten Anteil an Quechua-Muttersprachlern (69,7 %;Varianten Chanka und Qusqu-Qullaw).

## Geschichte
Die Region wurde am 26. April 1873 gesetzlich als Departamento festgelegt.
In den 1980er und 1990er Jahren war Apurímac eine Hochburg des maoistischen Sendero Luminoso (Leuchtender Pfad).

## Provinzen
Die Region Apurímac ist in sieben Provinzen und 80 Distrikte unterteilt.
| Provinz     | Hauptstadt     |
| ----------- | -------------- |
| Abancay     | Abancay        |
| Andahuaylas | Andahuaylas    |
| Antabamba   | Antabamba      |
| Aymaraes    | Chalhuanca     |
| Chincheros  | Chincheros     |
| Cotabambas  | Tambobamba     |
| Grau        | Chuquibambilla |